# Туамасина
Туама́сина (малаг. Toamasina), бывший Тамата́ве (Tamatave) — город на востоке Мадагаскара, административный центр округа Туамасина I, района Ацинанана и одноимённой провинции. Население — 325 857 по переписи 2018 года. Расположен вдоль побережья Индийского океана. Коммерческий центр и главный морской порт, обслуживающий большую часть внешней торговли страны (грузооборот 1,7 млн тонн в 1974 году). В настоящее время из порта Туамасины вывозятся на экспорт кофе, рис, бананы, ваниль, перец, гвоздика, графит; ввозятся станки и оборудование, продукция текстильной и пищевой промышленностей. В городе находятся предприятия пищевой, нефтеперерабатывающей и металлообрабатывающей промышленности. В 1977 году основан Университет Туамасины, входящий в систему общественных университетов Мадагаскара. В городе находится конечная железнодорожная станция линии, соединяющей Туамасину со столицей Антананариву и аэропорт.
Город входит в одноимённую архиепархию Католической церкви.

## История
Туамасина обязана своему развитию местному коралловому рифу, сформировавшему довольно просторную бухту сразу с 2 входами в неё. Город построен на песчаном полуострове под прямым углом к основной линии побережья. Город был восстановлен после разрушительного тропического циклона, который обрушился  3 марта 1927 года на восточное побережье Мадагаскара. Погибло 500 человек, выброшены на берег французские пароходы Catinat и Sainte-Anne, норвежский пароход Amanda, британский барк Elizabeth, парусник Beriziky и буксиры Alcase и Talisman. На главной улице города — авеню Пуанкаре (avenue Poincaré), усаженной рядами пальмовых деревьев, расположено множество магазинов и офисов различных компаний. Также здесь есть большой выбор отелей и ресторанов. Пляжи города пользуются популярностью, несмотря на акул и проблему загрязнения. Базари-Бе (Bazary Be) является самым колоритным рынком города. Здесь можно приобрести всё, что угодно — от различных экзотических специй до изделий местных ремесленников. Рынок является центром города и одним из самых посещаемых мест в нём.

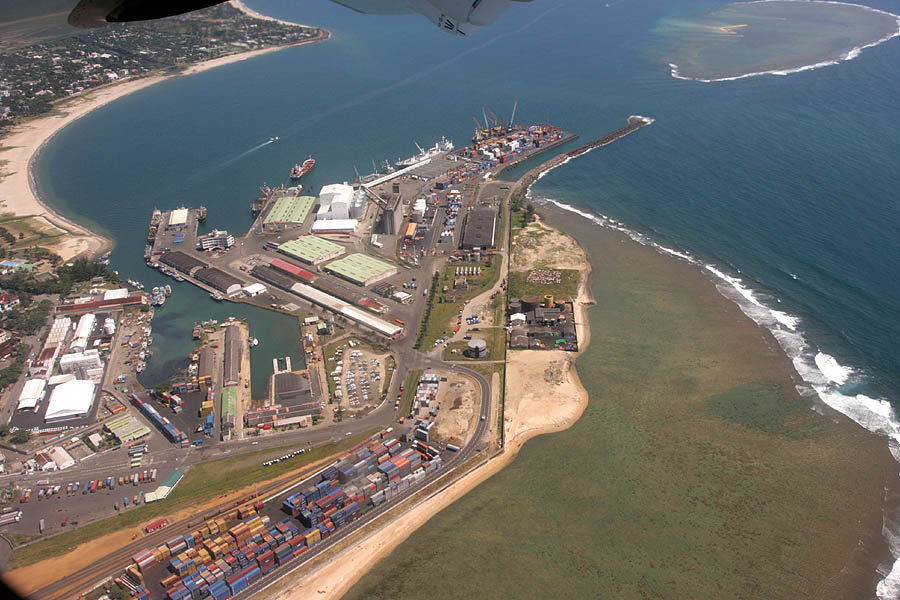
Вид на порт Туамасины с высоты птичьего полёта.

Во время французского господства в Туамасине располагались резиденции некоторых иностранных консулов, а также многочисленные французские правительственные организации. Также город стал главным портом для столицы и внутренних районов страны. Основу импорта составляли дорогие штучные товары, мучная продукты, а также изделия из железа и стали. Экспортировались же, в основном, золотой песок, рафия, кожсырьё, каучук (резина) и живые животные. Связь с Европой поддерживалась пароходами компаний Messageries Maritimes и Havraise; а с Маврикием, и дальше — с Цейлоном — компанией Union-Castle Line.
Из-за отсутствия санитарии и большой плотности населения в городе нередко вспыхивали эпидемии: например, бубонной чумы в 1898 и 1900 годах; после них в городе была проведена система канализации. После 1895 года коренное население начало перемещаться из города в специально построенные деревни к северо-западу. Была проведена линия телеграфа длиной 180 км, связавшая Туамасину с Антананариву. Была построена железная дорога, соединившая порт Туамасины с Антананариву.

## Климат
| Показатель                    | Янв. | Фев. | Март | Апр. | Май | Июнь | Июль | Авг. | Сен. | Окт. | Нояб. | Дек. | Год  |
| ----------------------------- | ---- | ---- | ---- | ---- | --- | ---- | ---- | ---- | ---- | ---- | ----- | ---- | ---- |
| Абсолютный максимум, °C       | 37   | 35   | 36   | 33   | 30  | 28   | 28   | 27   | 29   | 30   | 32    | 35   | 37   |
| Средний суточный максимум, °C | 30   | 30   | 29   | 28   | 27  | 25   | 24   | 24   | 26   | 27   | 29    | 29   | 27,3 |
| Средний суточный минимум, °C  | 23   | 23   | 23   | 22   | 21  | 19   | 18   | 18   | 18   | 19   | 21    | 23   | 20,7 |
| Абсолютный минимум, °C        | 21   | 21   | 20   | 19   | 17  | 14   | 15   | 13   | 15   | 16   | 17    | 19   | 13   |
| Источник: BBC Weather         |      |      |      |      |     |      |      |      |      |      |       |      |      |